# نخالية مبرقشة
النُّخَالِيَّة المُبَرْقَشَة وتسمى أيضًا السعفة المُبَرْقَشَة (بالإنجليزية: Pityriasis Versicolor)‏ هي مرض فطري يصيب الإنسان. تسببها الفطريات المالاسيزية النخالية Malassezia Furfur. تستعمر الفروة وأعلى الجذع والثنيات وتصيب كلا الجنسين في عمر الشباب، وتندر إصابتها للأطفال وفي الأعمار المتقدمة تنمو في بيئة حارة ورطبة وغنية بالدسم.

## الموجودات السريرية
تتصف بظهور بقع محدودة لونها بني أو محمرة قليلاً أو وردية اللون
عليها وسوف قليلة إذا كشطت ظهرت الوسوف بوضوح وتسمى بعلامة ضربة الظفر
تتراوح أقطارها بين بضعة ميليمترات وتتسع لتأخذ اقطارا كبيرة وقد تلتقي مع بعضها لتغطي سطوحا واسعة من الجلد
تكثر توضعات النخالية المبرقشة في الصدر والظهر والبطن ويليها العضدين والفخذين.

## التشخيص

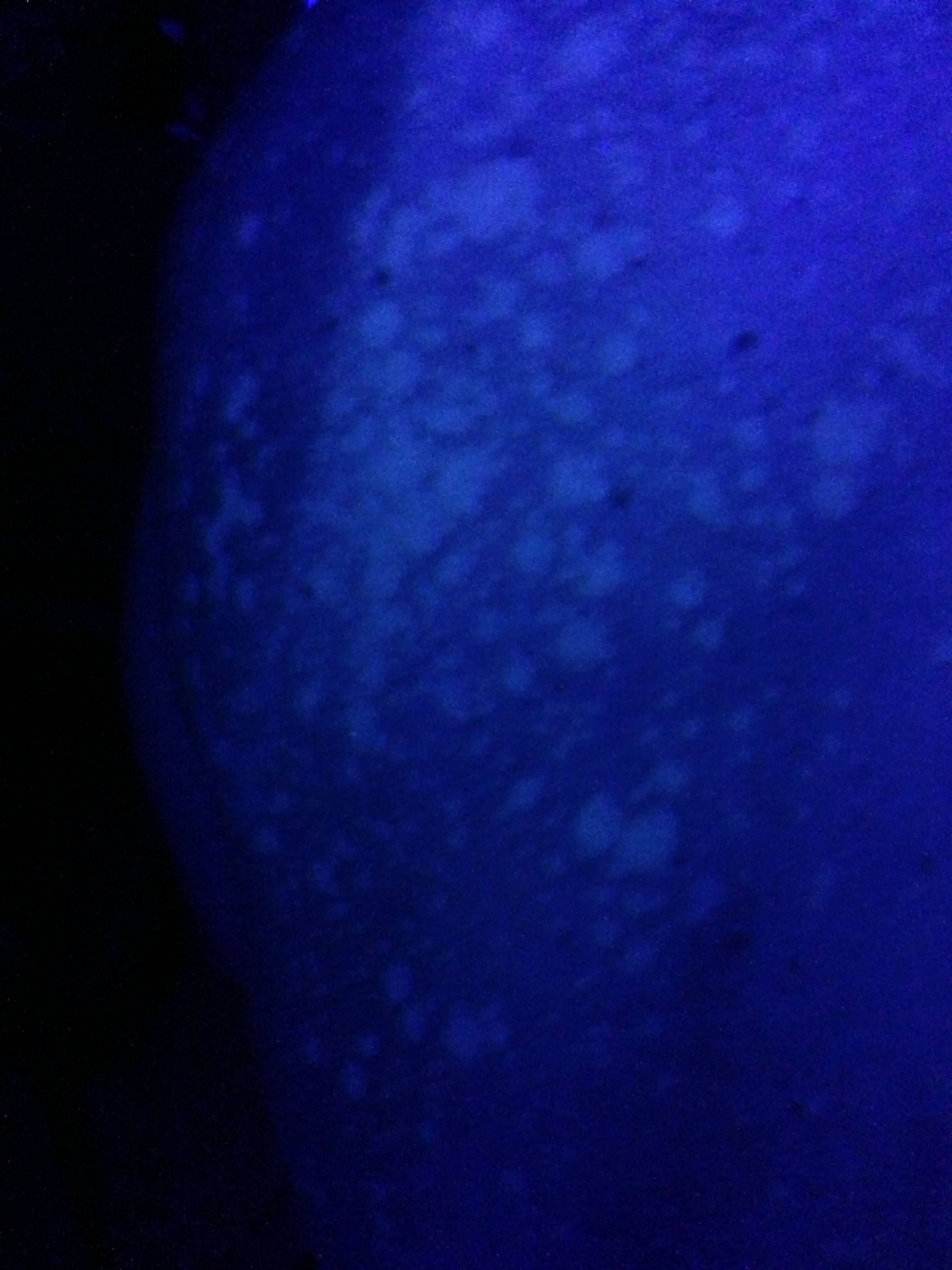
النخالية المبرقشة تحت مصباح وود

يعتمد التشخيص على الفحص السريري، ويمكن تشخيص النخالية المبرقشة عن طريق تحضير هيدروكسيد البوتاسيوم (KOH)، وقد تتألق الآفات باللون البرتقالي النحاسي عند تعرضها لمصباح وود (ضوء UV-A).

## العلاج
- تطبيق سولفيد السيلينيوم 2,5 % على المناطق المصابة ليلاً مع غسلها صباحاً
- تطبيق مركبات الايميدازول موضعياً
- استعمال شامبو يحوي بيرتينيوم الزنك أو الكيتوكونازول
- الكيتوكونازول والايتراكونازول بالاستعمال الداخلي للحالات المعندة من المرض